# Spółgłoska zwarto-szczelinowa dziąsłowo-podniebienna bezdźwięczna
Spółgłoska zwarto-szczelinowa dziąsłowo-podniebienna bezdźwięczna – rodzaj dźwięku spółgłoskowego występujący w językach naturalnych, oznaczany w międzynarodowej transkrypcji fonetycznej IPA symbolem [ʨ].

## Artykulacja
W czasie artykulacji tej spółgłoski:
- modulowany jest strumień powietrza wydychany z płuc, czyli jest to spółgłoska płucna egresywna
- tylna część podniebienia miękkiego zamyka dostęp do jamy nosowej, jest to spółgłoska ustna
- prąd powietrza w jamie ustnej uchodzi wzdłuż środkowej linii języka – spółgłoska środkowa
- następuje wysklepienie języka w kierunku przedniej części podniebienia przy jednoczesnym kontakcie czubka języka z dziąsłami - jest to spółgłoska przedniopodniebienna.
- Dochodzi do całkowitego zablokowania przepływu powietrza przez jamę ustną i nosową, a następnie do przejścia bezpośrednio, bez plozji, do spółgłoski [ɕ].
- wiązadła głosowe nie drgają, spółgłoska ta jest bezdźwięczna

## Przykłady
- w języku polskim: cień [ʨeɲ]
- w języku rosyjskim: ночь [noʨ] „noc”
- w języku serbskochorwackim: kuća [kuʨa] „dom”
- w języku mandaryńskim: 氣 / 气 / qì  [ʨʰi51] „energia życiowa”
- w języku japońskim: チ chi  [ʨi] „tysiąc”